# Bathysaurus ferox
Bathysaurus ferox är en fiskart som beskrevs av Günther, 1878. Bathysaurus ferox ingår i släktet Bathysaurus och familjen Bathysauridae. Inga underarter finns listade.

## Bildgalleri

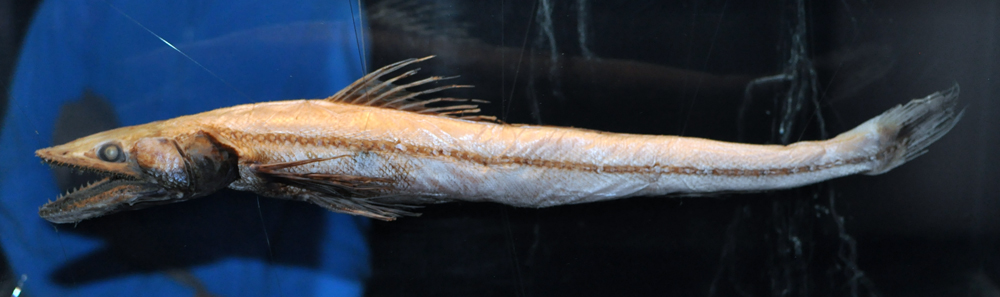